# Ле-Руже
Ле-Руже́ (фр. и окс. Le Rouget) — коммуна во Франции, находится в регионе Овернь. Департамент — Канталь. Входит в состав кантона Сен-Маме-ла-Сальвета. Округ коммуны — Орийак.
Код INSEE коммуны — 15268.
Коммуна расположена приблизительно в 450 км к югу от Парижа, в 125 км юго-западнее Клермон-Феррана, в 19 км к юго-западу от Орийака.

## Население
Население коммуны на 2008 год составляло 981 человек.
| 1962 | 1968 | 1975 | 1982 | 1990 | 1999 | 2008 |
| ---- | ---- | ---- | ---- | ---- | ---- | ---- |
| 834  | 918  | 963  | 902  | 910  | 901  | 981  |

## Администрация
| Период | Период | Фамилия      | Партия        | Примечания               |
| ------ | ------ | ------------ | ------------- | ------------------------ |
| 2001   | 2008   | Мишель Лафон | Разные правые | член генерального совета |
| 2008   |        | Жиль Комбель |               |                          |

## Экономика
В 2007 году среди 524 человек в трудоспособном возрасте (15—64 лет) 370 были экономически активными, 154 — неактивными (показатель активности — 70,6 %, в 1999 году было 67,8 %). Из 370 активных работали 341 человек (189 мужчин и 152 женщины), безработных было 29 (14 мужчин и 15 женщин). Среди 154 неактивных 36 человек были учениками или студентами, 68 — пенсионерами, 50 были неактивными по другим причинам.

## Фотогалерея
- Ле-Руже
- Карта коммуны